# Jezu (esport)
 (novembre 2024).
 (novembre 2024).
Si vous disposez d'ouvrages ou d'articles de référence ou si vous connaissez des sites web de qualité traitant du thème abordé ici, merci de compléter l'article en donnant les références utiles à sa vérifiabilité et en les liant à la section « Notes et références ».
 (novembre 2024).
- Si vous ne connaissez pas le sujet, laissez ce bandeau (vous pouvez alors contacter les auteurs).
- Si vous supprimez le contenu mis en cause (vous pouvez préalablement contacter les auteurs),

argumentez précisément cette suppression dans la page de discussion
(un manque de référence n'est pas un argument ; une recherche réelle de référence doit avoir été effectuée, être formellement documentée).
Jean Massol, plus connu sous le pseudonyme de Jezu, est un joueur professionnel français de League of Legends évoluant au poste d'AD Carry pour l'équipe Team GO. Il a notamment passé deux ans dans l'équipe allemande SK Gaming, dans la plus haute ligue européenne : la LEC. En 2023, il rejoint Team GO, et signe donc son retour au sein de la LFL, aux côtés de Loïc « toucouille » Dubois.

## Carrière

### Saison 2018
Lors des débuts de Jean « Jezu » Massol, il évolue au sein d'Omerix avec Damarros, SkySharingan, TheUnited et Evikaz. Il joue comme première compétition la Oserv LOL Tour 2. Ils finissent 3e après s'être fait sortir par Metaleak Storm.

### Saison 2019
Il continue chez Omerix, avec Cédric « Eyliph » Robert, Xavier « Damarros » Piedallu, Vincent « SkySharingan » Yam et Vincent « Vactator » Mezou. Jezu et ses coéquipiers jouent plusieurs compétitions dont la Gamer Assembly, où ils s'inclinent face à Team Oplon. Corentin « Chreak » Moreau rejoint l'équipe française en tant que midlaner temporaire. Jezu change d'équipe pour aller dans des équipes temporaires, le Mixte Entre Amis, composée de Léo « Noob » Pitrey, Valentin « Dopaminw » Bart, Vincent « Vetheo » Berrié et Đai-vinh « Veignorem » Lussiez, ainsi que l'Équipe Mystère, avec Léo « Noob » Pitrey, Medhi « Boukada » Lalou ou encore Đai-vinh « Veignorem » Lussiez, afin de jouer l'Open Tour France. Malheureusement, les deux étapes jouées ne sont pas synonymes de bonnes performances, et ils finissent à la neuvième-sixième place aux deux. Avec un peu de persévérance, il rejoint TrainHard eSport, avec Enzo « SLT » Gonzalez, Yann « Showkz » Singvongsa, Tristan « Pak » Bourquelot et  Đai-vinh « Veignorem » Lussiez, et finit à la deuxième position après une défaite face à IZI Dream. Sa saison s'arrête avec d'autres petites compétitions, où il n'arrive pas à faire la différence.

### Saison 2020
2020 s'annonce grandiose pour Jean « Jezu » Massol. Il est annoncé chez Misfits Premier, en LFL. Accompagné de Tobiasz « Agresivoo » Ciba, Thomas « Kirei » Yuen, Nicolas « Decay » Gawron et Mads « Doss » Schwartz, il obtient la deuxième place de la saison régulière et ira donc en playoffs de LFL. Malgré un bon parcours, ils sont stoppés par Gamers Origin et obtiennent la troisième place.
Ils gagnent tout de même un ticket vers les European Masters après avoir remporté les qualifications au Main Event face à Gamers Origin, où Ronaldo « Ronaldo » Betea et Raphaël « Targamas » Crabbé font leur entrée à la place de Decay et Doss. Ils finissent deuxième de leur groupe et accèdent aux quarts de finale, où ils affrontent les grands favoris, AGO Rogue, durant un BO3, qui termine en la faveur des polonais. Jezu et ses coéquipiers finissent donc à la cinquième-huitième place.
Le roster fait le même résultat qu'au Spring Split, en finissant à la deuxième place de la saison régulière, et à la troisième place des playoffs, après s'être inclinés face à GameWard.
Ils jouent les LFL Finals, face à LDLC OL et Gamers Origin, et arrivent cette fois-ci à s'emparer de la victoire, malgré l'absence de Jezu lors de la finale.

### Saison 2021
Jezu subit un nouveau changement d'environnement en 2021. Après sa montée en LFL, Jean « Jezu » Massol arrive en LEC, dans l'équipe allemande SK Gaming,. Accompagné de Janik « Jenax » Bartels, de Kristian « TynX » Østergaard Hansen, de Ersin « Blue » Gören et de Erik « Treatz » Wessén, Jezu fait un bon Spring Split avec cette sixième place qualificative aux playoffs de la LEC. Malheureusement, malgré de grandes ambitions, ils s'inclinent dès leur premier BO5 face à Fnatic 1 à 3. Cela ne se passe pas mieux pour Jezu et ses coéquipiers, qui finissent à la neuvième position.

### Saison 2022
2022 sera similaire à 2021 pour l'AD Carry français. Accompagné cette fois-ci de Jenax et Treatz, ainsi que de deux nouveaux, Erberk « Gilius » Demir et Daniel « Sertuss » Gamani, Jezu et son équipe veulent des résultats. Cependant, SK Gaming finira à la huitième place au Spring et au Summer split. Malgré tout, Jezu signera un pentakill avec Kalista face à l'équipe qui l'a formé : Misfits Gaming.

### Saison 2023
Après ces résultats moyens en 2021 et 2022 en LEC, Jezu retourne en LFL, chez Team GO. Avec un roster prometteur, composé de Onurcan « Ragner » Aslan, Linas « Lyncas » Nauncikas, Loïc « toucouille » Dubois et Kamil « kamilius » Košťál, Jezu peut rêver d'une bonne saison et d'un titre. Malgré une décevante troisième place durant la saison régulière du Spring Split, la Team GO va jusqu'en finale, après avoir battu GameWard, BDS Academy et Aegis, et affrontent les tenants du titre : LDLC OL. Mais cette finale est très rapide, après un 3-0 infligé par LDLC à GO. 
L'équipe va tout de même aux EMEA Masters, dans le Main Event. Jezu se trouve dans le même groupe que sa précédente équipe, SK Gaming, et finit à la première position. Cependant, après avoir accédé aux quarts de finale, la Team GO affronte Los Heretics, l'équipe tenante du titre. Cela signe la fin de leur parcours, après un BO5 serré et une défaite 2-3 face à l'équipe espagnole.
Pour le Summer Split, les ambitions sont les mêmes. Avec une troisième place en saison régulière, dont un pentakill avec Zeri, et une troisième place en playoffs, après leur défaite face à BK ROG.
Jezu et ses coéquipiers accèdent tout de même aux Play-Ins des EMEA Masters, grâce à leur victoire face à Vitality.Bee. Cette phase est plutôt chose aisée pour la Team GO, qui accède au Main Event. Ils atterrissent dans un groupe très compliqué, où on retrouve beaucoup d'équipes favorites. Mais cela ne pose que peu de problèmes à Jezu et la Team GO. Ils vont en quarts de finale, avec en prime la première place de leur groupe, et se retrouvent face à SK Gaming Prime. Après un match mouvementé, ils gagnent le BoO5 après avoir effectué un reverse sweep. Jezu et son équipe font face à la Karmine Corp , afin d'obtenir une place en finale à Montpellier. Cependant ils s'inclinent face à la Karmine Corp en demi-finale sur un score final de 3-2, ce qui les empêchent d'accéder à la finale en offline à Montpellier.
Ils jouent la Coupe de France 2023, où ils affrontent d'abord Joblife durant un BO5. Après une légère frayeur, ils s'emparent de la victoire et avancent vers les quarts de finale où ils affrontent GameWard, qu'ils battent aussi. Ils se retrouvent face à BK ROG, et, après un match serré, Jezu et son équipe obtiennent la victoire et un accès vers la finale se jouant devant le public de la Paris Games Week. Ils affrontent la jeune équipe Team Du Sud, ayant effectué une performance notable durant toute l'année. Mais la Team GO est plus forte, notamment grâce à la Vayne de l'AD Carry français, et l'emporte 3 à 1.

### Saison 2024
Pour la saison 2024, Jezu poursuit sa carrière avec Team GO. Il est le seul joueur du roster de 2023 à être resté, et est maintenant accompagné de Eren « Lot » Yıldız, de Mehdi « Boukada » Lahlou, de Sixten « Six10 » Hull ainsi que de Olivier « Prime » Payet. Cette équipe composée de trois joueurs français entame le Spring Split avec beaucoup d'incertitude, dû au manque d'expérience de certains de ces joueurs. L'équipe conclut la saison régulière par neuf victoires et neuf défaites, en s'assurant une cinquième place et un accès aux playoffs. Le premier match de ces playoffs se fait contre Vitality.Bee, et Team GO éprouve une lourde défaite 0 à 3.
Pour le Summer Split, Jezu et son équipe accueillent un nouveau joueur en remplacement de Sixten « Six10 » Hull à la midlane : Oliver « Dajor » Ryppa. Ils finissent la saison régulière avec un score de 10-8 à égalité avec BK ROG, et finissent à la cinquième position. Cette cinquième place les qualifie pour les playoffs de la LFL, mais aussi pour le Last Chance Qualifier (LCQ) des EMEA Masters. Ils affrontent BK ROG durant leur premier Bo5 des playoffs, et sortent vainqueurs de la rencontre 3 à 2. Ils se retrouvent alors à affronter Vitality.Bee, contre qui ils s'inclinent 3-1.
Durant le LCQ des EMEA Masters, Jezu et son équipe affrontent durant une phase de BO3 l'équipe slovène Cyber Wolves, puis l'équipe saoudienne Twisted Minds, contre qui ils s'imposent 2-0,. La dernière rencontre, cette fois-ci en BO5, leur permet de se qualifier à la seconde phase de ces EMEA Masters, le Swiss Stage. La Team GO doit affronter l'Eintracht Spandau, championne de l'édition printanière. Après une série très serrée, l'équipe française prend le dessus et s'impose face à l'équipe allemande 3 à 2, ce qui lui donne accès à la seconde phase de la compétition. Ils affrontent le Schalke 04, Nigma Galaxy et la Team Phantasma, contre qui ils s'imposent, et contre DSYRE et BDS Academy, contre qui ils s'inclinent. Ils jouent leur qualification aux huitièmes de finale face à NNO Prime, et parviennent à s'imposer 2-1. La Red Storm affronte alors l'équipe vice-championne de la ligue turque, Dark Passage, et s'impose rapidement 3 à 0. Ils affrontent ensuite la représentante italienne Macko Esports, contre qui le match est serré, avec malgré tout une victoire 3-2 et une qualification en demi-finale, face à une autre structure française : Vitality.Bee. Cette rencontre a une odeur de déjà vu pour Jezu et son équipe, qui affrontent pour la troisième fois cette année Vitality en BO5.  Et cette fois encore, ce sera les Vitality Bees qui s'imposent 3 à 1, ce qui termine également le parcours de la Team GO dans ces EMEA Masters.

## Résultats

### Omerix (2018 - 2019)

#### 2018
- Oserv LOL Tour 2 | 3e

#### 2019
- DivisionCup Exalty 1 | 1er
- Metacup Series 100 | 1er
- Gamers Assembly 2019 | 17e-24e
- Division Cup 2 Division 1 | 5e-6e
- ESM LoL Cup 2 | 1er
- Omerix Cup 53 | 1er
- ESM LoL Cup 7 | 5e-8e
- Ligue PCS 2018-2019 Ligue 3 Qualifier 1 | 1er
- Ligue PCS 2018-2019 Ligue 3 | 1er

### TrainHard eSport (2019)

#### 2019
- Open Tour France 2019 - Étaoe 7 | 2e
- Underdogs 2019 | 9e-16e

### Misfits Premier (2020)

#### 2020
- LFL 2020 Spring - Saison Régulière | 2e
- LFL 2020 Spring - Playoffs | 3e
- Underdogs 2020 | 3e-4e
- EM 2020 Summer Main Event | 5e-8e
- LFL 2020 Summer - Saison Régulière | 2e
- LFL 2020 Summer - Playoffs | 3e
- LFL 2020 Finals | 1er

### SK Gaming (2021 - 2022)

#### 2021
- LEC 2021 Spring - Saison Régulière | 6e
- LEC 2021 Spring - Playoffs | 6e
- LEC 2021 Summer - Saison Régulière | 9e

#### 2022
- LEC 2022 Spring - Saison Régulière | 8e
- LEC 2022 Summer - Saison Régulière | 8e

### Team GO (2023 - )

#### 2023
- LFL 2023 Spring - Saison Régulière | 3e
- LFL 2023 Spring - Playoffs | 2e
- EM 2023 Spring Main Event | 5e-8e
- LFL 2023 Summer - Saison Régulière | 3e
- LFL 2023 Summer - Playoffs | 3e
- EM 2023 Summer Main Event | 3e-4e
- La Banque Postale Coupe de France 2023 | 1er

#### 2024
- LFL 2024 Spring - Saison Régulière | 5e
- LFL 2024 Spring - Playoffs | 6e
- LFL 2024 Summer - Saison Régulière | 5e
- LFL 2024 Summer - Playoffs | 4e
- EM 2024 Summer Main Event | 3e-4e